# Lo studente di Praga (film 1913)
Lo studente di Praga (Der Student von Prag) è un film muto tedesco di Stellan Rye del 1913. È considerato il primo esempio mondiale di cinema d'autore e di avanguardia.

## Trama
Baldovino, studente di umili condizioni, si innamora di una facoltosa contessa. Pur di avere la possibilità di amarla, lo studente accetta la proposta di un mefistofelico personaggio, il Dottor Scapinelli che, in cambio di 100.000 monete d'oro, è disposto a comprare la sua immagine riflessa in uno specchio. Una volta diventato ricco, però, per Baldovino si apre un abisso di perdizione in quanto il suo doppio inizia a perseguitarlo sino a rendere impossibile il suo amore per la contessa; deciso a porre fine a tutto ciò, Baldovino provocherà però la propria morte quando, sparando alla ennesima apparizione della sua immagine, ucciderà il suo doppio ma anche se stesso.

## Produzione
Sin dai tempi dei suoi studi accademici, Paul Wegener si era cimentato nella sperimentazione degli effetti e dei trucchi fotografici, in particolare dall'effetto fantasma dato dalla doppia esposizione, il quale dava l'idea oggettiva del doppio o Doppelgänger, tanto celebrato dalla letteratura e dalla tradizione popolare tedesca. Affascinato dalla possibilità di utilizzare questo effetto nel cinema, ne discusse con Guido Seeber, uno dei più importanti tecnici della casa cinematografica tedesca Bioskop. Il risultato di queste discussioni furono le riprese di una delle pellicole più visionarie e innovative del cinema tedesco di quell'epoca.
Girato in gran parte a Praga, all'interno del Castello di Lobkowitz, il film venne diretto in stretta collaborazione con il regista di origini danesi Stellan Rye. Der student von Prag è un incontro tra l'esperienza danese del regista e i tentativi ancora incerti che prenderanno forma nell'urlo di rivolta dell'Espressionismo.
I costumi di Robert A. Dietrich di basavano sui bozzetti di Klaus Richter.

## Distribuzione e accoglienza
Il film ottenne il visto di censura - che ne proibiva la visione ai minori - il 26 giugno 1913.
La prima proiezione pubblica del film si tenne il 22 agosto 1913 al Nollendorfplatz di Berlino. La pellicola ebbe un grandissimo successo e Wegener venne acclamato da pubblico e critica come uno degli attori più innovativi e interessanti del cinema tedesco. Il film venne esportato anche oltreoceano con il titolo A Bargain with Satan (Patto con Satana) e riscosse anche lì grandi apprezzamenti.
In Italia dove venne distribuito con il titolo Lo studente di Praga, il film ottenne il visto di censura 1709 nel novembre 1913.
Negli Stati Uniti, il film è uscito il 25 maggio 2004 DVD NTSC con il titolo inglese The Student of Prague, distribuito dalla Alpha Video, in una versione di 41 minuti con le didascalie inglesi.

## Critica
(Lotte Eisner, Lo schermo demoniaco, p. 44)
(Gianni Rondolino, Storia del cinema. Il cinema muto, p. 224.)

### Ascendenze letterarie
(Lotte Eisner)

### Temi
(Fernaldo Di Gianmatteo, Dizionario universale dei film)
L'opera del genere fantastico è ricca di spunti tematici:
- lo sdoppiamento della personalità
- le figure del mago e dello studente